# Восточно-Сибирский государственный университет технологий и управления

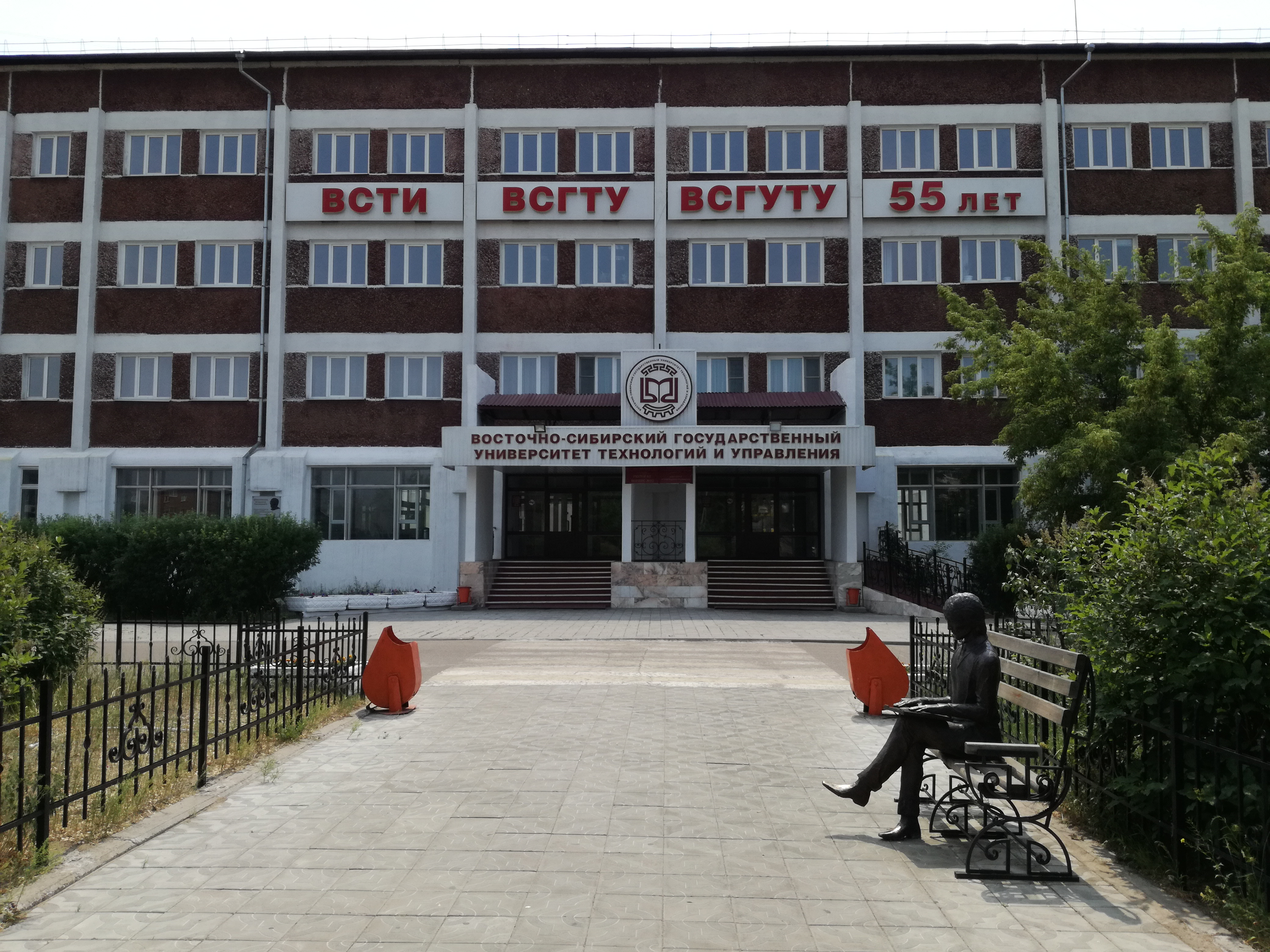
Юбилей ВСГУТУ

Федеральное государственное бюджетное образовательное учреждение высшего образования «Восточно-Сибирский государственный университет технологий и управления» (ФГБОУ ВО «ВСГУТУ») (до июля 2011 — Государственное образовательное учреждение высшего профессионального образования «Восточно-Сибирский государственный технологический университет» (ГОУ ВПО ВСГТУ))(бур. Зүүн Сибиириин гүрэнэй технологи болон хүтэлэлгын дээдэ һургуули) — одно из крупнейших высших учебных заведений Сибири и Дальнего Востока.
Восточно-Сибирский технологический институт (ВСТИ) был основан 19 июня 1962 года на базе технологического и строительного факультетов Бурятского сельскохозяйственного института. В 1994 году ВСТИ обрел статус государственного технологического университета. В 2011 году переименован во ВСГУТУ.
В настоящее время в университете обучаются свыше 15 тыс. студентов различной формы обучения, работают более 1900 преподавателей и сотрудников. Университет готовит специалистов по 76 специальностям и 5 направлениям бакалавров и магистров.
Университет имеет 25 учебных корпусов, 5 студенческих общежитий, Культурно-досуговый центр, санаторий-профилакторий «Юность», спортивно-оздоровительный лагерь «Ровесник» на берегу оз. Байкал и 2 базы отдыха (п. Горячинск и п. Аршан), научную библиотеку.
В университете работает более 120 докторов наук и более 450 кандидатов наук.

## История
19 июня 1962 года приказом министра высшего и среднего специального образования РСФСР на базе технологического и строительного факультетов Бурятского сельскохозяйственного института организован Восточно-Сибирский технологический институт. Ректором был назначен Дамнин Шагдурович Фролов, канд. техн. наук, доцент, руководивший вузом более 30 лет.
Первый учебный год институт начал с подготовки инженеров по трем техническим специальностям: «Промышленное и гражданское строительство», «Технология кожи и меха», «Технология мяса и мясных продуктов», но в связи с расширением института открывались новые специальности, такие как «Технология машиностроения» (1964), «Экономика и организация промышленности продовольственных товаров» (1964), «Технология и конструирование изделий из кожи» (1972), «Производство строительных изделий и конструкций» (1986) и другие. В год десятилетия вуза (1972) в институте работали 485 преподавателей, из них 134 — с учеными степенями и званиями. Значительно увеличилась и численность студентов: если в 1962 году на дневных, вечерних и заочных отделениях обучались 766 студентов, то в 1972/73 учебном году на всех факультетах насчитывалось уже 8006 студентов.
В соответствии с Постановлением Правительства СССР и приказа ректора № 324 от 13 сентября 1967 года в ВСТИ образована военная кафедра. Первоначально военная кафедра готовила офицеров запаса по двум военно-учётным специальностям: ВУС — 4805 «Инженер по дезинфекционному и банно-прачечному оборудованию» и ВУС — 6203 «Офицер службы продовольственного снабжения».
К 25-летию ВСТИ (1987) в институте уже работали 10 докторов наук и профессоров, 318 кандидатов наук, доцентов. Институт вышел в то время на 1-е место по количеству преподавателей с учеными степенями и званиями среди всех вузов Восточной Сибири и Дальнего Востока. На очном отделении по 14 специальностям обучались 3750 человек, на заочном по 14 специальностям — 3734, на вечернем по 5 специальностям — 287 студентов. За 25 лет существования вуз подготовил 21508 инженеров, в том числе 14894 — по дневному обучению, вечернему — 3964, заочному — 2649 человек. 761 выпускник получил дипломы с отличием.
В 1992 году ректором ВСТИ был избран Владимир Николаевич Бильтриков, который находился в этой должности до 1997 года. В 1992 году институт отпраздновал свое 30-летие. К этому моменту в вузе функционировало 6 факультетов дневного обучения с 22 специальностями и 45 кафедрами, а также заочный факультет с 19 специальностями, на которых работало 505 преподавателей, из них 15 профессоров и докторов наук, 323 доцента, кандидата наук. На дневных факультетах обучалось 3975 человек, на заочном — 2810. За 30 лет со дня основания 26146 человек получили диплом ВСТИ.
В 1994 году в соответствии с приказом Государственного комитета Российской Федерации по высшему образованию от 05.12.94 № 1168 ВСТИ обрел статус технического университета. С этого момента началась история первого университета Республики Бурятия — Восточно-Сибирского государственного технологического университета.
В 1997 году ректором университета становится доктор экономических наук, профессор Владимир Евгеньевич Сактоев. К 1997 году в университете функционировало 7 факультетов (МТФЛП, МТФПП, СФ, МФ, ИЭФ, ЭТФ, ЦЭГИГО), где по очной форме обучались 823 человека по 6 направлениям бакалавриата, 3595 человек — по 32 специальностям, а по заочной форме — 23 человека по одному направлению бакалавриата и 2049 человек — по 22 специальностям. Учебный процесс в университете обеспечивали 594 преподавателя, из которых 385 человек имели ученые степени и звания (64,8 %), в том числе 48 докторов наук, профессоров (8,5 %).
В период с 1997 по 2011 год было построено 4 корпуса (№ 13 и 15 — учебные корпуса, № 22 — учебно-спортивный комплекс, № 11 — культурно-досуговый центр), общая площадь которых составляет 11 572,4 м²., а также физкультурно-спортивный комплекс, студенческое общежитие; строится библиотечно-информационный комплекс. Все учебно-научные лаборатории оснащены современным технологическим и испытательным оборудованием, приборами, мультимедиа, проекторами, компьютерными классами.
Сегодня университет представляет собой образовательную сеть, которая включает в себя 4 института, 9 факультетов, 64 кафедры (46 выпускающих, 17 обеспечивающих и международная кафедра ЮНЕСКО); филиалы в г. Кяхта (Республика Бурятия), г. Улан-Батор (Монголия), представительства в различных регионах России. Учебный процесс обеспечивают около 120 профессоров — докторов наук, свыше 500 кандидатов наук, которые активно вовлечены в процесс научных исследований и внедряют их результаты в педагогической работе. По очной и заочной форме в университете обучаются сегодня около 10 тысяч студентов.
Распоряжением Правительства Российской Федерации от 13 декабря 2017 года № 2790-Р и приказом ректора ВСГУТУ № 465-од от 1 марта 2018 года в университете вновь создана военная кафедра осуществляющая подготовку младших специалистов инженерных войск.
Распоряжение Правительства РФ от 13.03.2019 N 427-р в университете создаётся военно-учебный центр взамен военной кафедры.
29 апреля 2021 года ректором становится доктор технических наук, профессор Сизов Игорь Геннадьевич.

## Научные исследования
Научные исследования в университете проводятся по научным направлениям:
- информационные системы и системы автоматизации;
- вычислительная математика и математический анализ;
- химия и химические технологии;
- биотехнология пищевых продуктов нового поколения;
- исследования в области нанотехнологий и наноматериалов;
- технология рационального использования кожевенного и мехового сырья;
- создание новых строительных материалов и конструкций на базе местного сырья;
- разработка и использование в промышленности плазменных технологий;
- повышение устойчивости энергосистем и качества электроэнергии;
- разработка высокопроизводительных технологических процессов упрочнения деталей машин и инструментов;
- охрана окружающей среды и рациональное использование природных ресурсов озера Байкал;
- экономические и социальные проблемы Байкальского региона;
- исследования в области гуманитарных наук и др.

## Докторантура и аспирантура
Докторантура и аспирантура университета готовит научные кадры по 31 специальности.
В университете работает 3 диссертационных совета (по состоянию на 01.02.2019):
- 05.23.05 — Строительные материалы и изделия
- 05.23.01 — Строительные конструкции, здания и сооружения
- 05.18.04 — Технология мясных, молочных, рыбных продуктов и холодильных производств
- 05.20.01 — Технологии и средства механизации сельского хозяйства
- 05.20.03 — Технологии и средства технического обслуживания в сельском хозяйстве

## Издания ВСГУТУ
С 1998 года в университете издаётся научно-технический журнал «Вестник ВСГУТУ», входящий в перечень изданий ВАК.
Газета «Час пик» — студенческая газета республики.
Электронное периодическое издание «Экономический вестник Восточно-Сибирского государственного университета технологий и управления».

## Структура университета

Открытие сквера «Студенческий», 10 корпус ВСГУТУ

- Факультет экологии, сервиса, технологии и дизайна
- Институт пищевой инженерии и биотехнологии
- Строительный факультет
- Машиностроительный факультет
- Институт экономики и права
  - Факультет экономики и управления
  - Юридический факультет
- Электротехнический факультет
- Межотраслевой региональный институт подготовки кадров
- Технологический колледж
- Военный учебный центр им. Пушечникова А. С.

## Спорт

Спорткомплекс ВСГУТУ. Приветственное слово студентам первого курса. 1 сентября 2011 г.

Спортивная база университета включает в себя стадион, легкоатлетический манеж, лыжную базу, стрелковый тир, спортивный комплекс (игровой, борцовский, боксерский, тренажерный залы с двумя восстановительными центрами).
Студенты занимаются следующими видами спорта: стрельба из лука, вольная борьба, футбол, волейбол, баскетбол, легкая атлетика, бокс, лыжные гонки, пулевая стрельба, шахматы, аэробика, атлетическая гимнастика, настольный теннис, шейпинг.
Традиционно проводятся оздоровительно-массовые и спортивные мероприятия как среди студентов, так и среди преподавателей и сотрудников.
Спортивный клуб ВСГУТУ стал победителем республиканской премии «Золотой Олимп» в сфере физической культуры и спорта в номинации «Лучшее физкультурное общество» в 2006 и 2010 годах.

## Ректоры
С момента основания в 1962 году в течение 30 лет ВСТИ возглавлял Дамнин Шагдурович Фролов. После смерти первого ректора в 1992 году новым ректором был избран Владимир Николаевич Бильтриков, который находился в этой должности до 1997 года. С 1997 по 2021 гг. университет возглавлял Владимир Евгеньевич Сактоев. С 2021 года по настоящее время обязанности ректора исполняет Игорь Сизов.
3. Владимир Сактоев (1997—2021)